# Inventario Multifásico de Personalidad de Minnesota
El Inventario Multifásico de Personalidad de Minnesota (MMPI, por sus siglas en inglés: Minnesota Multiphasic Personality Inventory) es una de las pruebas de personalidad más usadas en el campo de la salud mental. Su diseño está enfocado a la identificación del perfil de personalidad y la detección de psicopatologías.

## Historia y desarrollo
El MMPI original fue desarrollado a finales de 1930 y principios de 1940, publicándose su forma final en 1942. Los autores originales del MMPI fueron Starke R. Hathaway y J. C. McKinley. El MMPI está patentado por la Universidad de Minnesota. Las hojas de respuesta pueden ser corregidas con plantillas transparentes, pero también se puede corregir mediante ordenador.
La ficha técnica completa sería la que sigue:
- Nombre original: Minnesota Multiphasic Personality Inventory (Cuestionario Multifásico de Personalidad de Minnesota, MMPI)

- Adaptación española: Alejandro Ávila Espada y Fernando Jiménez Gómez, Universidad de Salamanca.

- Aplicación: individual y colectiva

- Duración: variable, de 90 a 120 minutos.

- Aplicación: solamente adultos (19-65 años). Existe una versión ( MMPI-A) para adolescentes

El MMPI original se desarrolló siguiendo una estrategia empírica, esto es, mediante grupos contrastados.
La muestra normativa de la versión actual de esta prueba está compuesta por 2431 adultos (1906 considerados como "normales" y 525 como "clínicos") de entre 19 y 64 años en la población española.

## Escalas
El MMPI registra 4 escalas de Validez y 10 escalas clínicas básicas para la elaboración de un perfil básico. Después tiene 15 escalas suplementarias.
El contenido de los ítems varía cubriendo áreas como la salud general, afectiva, neurológica, síntomas motores, actitudes sexuales/políticas y sociales, aspectos educativos, ocupacionales, familiares y maritales y manifestaciones de conductas neuróticas y psicóticas.
En su última versión MMPI-2 (revisión para adultos por Butcher, Dahlstrom, Graham, Tellegen y Kaemmer, 1989), el test se compone de 567 ítems dispuestos en 10 escalas clínicas, que exploran distintos aspectos de la personalidad, y en 3 escalas de validación, que señalan el grado de confiabilidad de las respuestas obtenidas. Si se quisieran evaluar sólo las escalas básicas, con los primeros 370 reactivos sería suficiente pero es conveniente realizarlo completo para poder valorar todas las escalas. 
En esta nueva versión, se introdujeron 150 ítemes nuevos y se revisaron 82 antiguos.
- 3 Escalas clínicas o de Validez
  - L (Mentira)
  - F (Incoherencia) o Validez
  - K (Corrección) o Defensa, en personalidades depresivas y psicasténicas suele ser elevada, muestran defensividad en sus respuestas. Puntuaciones en las cuales no suelen definirse o no responden.

También se puede añadir la escala ? (Interrogación)
- 10 Escalas clínicas o Básicas
  - 1 Hs (Hipocondría)
  - 2 D (Depresión)
  - 3 Hy (Histeria)
  - 4 Pd (Desviación Psicopática)
  - 5 MfV (Masculinidad-Feminidad: Varones)
  - 5 MfM (Masculinidad-Feminidad: Mujeres)
  - 6 Pa (Paranoia)
  - 7 Pt (Psicastenia)
  - 8 Sc (Esquizofrenia)
  - 9 Ma (Hipomanía)
  - 10 Si (Introversión Social)

- 15 Escalas de Contenido
  - ANX (Ansiedad)
  - FRS (Miedos)
  - OBS (Obsesividad)
  - DEP (Depresión)
  - HEA (Preocupaciones por la salud)
  - BIZ (Pensamiento extravagante)
  - ANG (Hostilidad)
  - CYN (Cinismo)
  - ASP (Conductas antisociales)
  - TPA (Comportamiento tipo A)
  - LSE (Baja autoestima)
  - SOD (Malestar social)
  - FAM (Problemas familiares)
  - WRK (Interferencia laboral)
  - TRT (Indicadores negativos de tratamiento); discrimina entre pacientes que necesitan hospitalización, propensos a ella.

Para la "rápida" discriminación de pacientes psicóticos de neuróticos, bastaría con elaborar la formular predictiva de Goldberg en la que se suman y restan las puntuaciones T: L+Pa+Sc-Hy-Pt. Si el resultado es mayor de 45, sugiere un diagnóstico psicótico.

## Puntuación e interpretación
Como muchos tests estandarizados, las puntuaciones obtenidas en las diversas escalas del MMPI-2 y el MMPI-2-RF no son representativas de cuán "bien" o "mal" está alguien que ha hecho el test. Los resultados se comparan con los resultados de un grupo normativo estudiado. Las puntuaciones brutas o puntuaciones directas son transformadas en una medida estandarizada conocida como puntuaciones T (media 50, desviación típica 10), haciendo su interpretación más sencilla.
La puntuación T obtenida indica la probabilidad que tiene la persona de presentar una patología, no necesariamente su grado de intensidad. Se han logrado interpretaciones más precisas y acuciosas al analizar los patrones escalares de respuestas, lo que sin embargo resulta mucho más complejo y requiere de mayor experticia en el manejo del test.

## Críticas y controversia
Lo cierto es que el Inventario Multifásico de Personalidad de Minnesota tiene pocas críticas. Para los profesionales que se dedican a las ciencias sociosanitarias y, en especial,  a la psicología, les resulta un gran evaluador de la personalidad. No obstante, es un test arduo en lo referido a su contestación y a su posterior interpretación pero es muy fiable y válido. Quizá un inconveniente sea su precio - pese a no ser de los más caros - ya que un JC (juego completo) básico (5 cuadernos, 25  hojas de respuesta, 25 HPerfil, 29 plantillas) se adquiere por un precio superior a 120 €. 